# Tomka János
Tomka János (Pécs, 1967. január 31. –) labdarúgó, hátvéd.

## Pályafutása
1985 és 1991 között a Pécsi MSC labdarúgója volt. Az élvonalban 1986. április 12-én mutatkozott be. Tagja volt az 1985–86-os bajnoki ezüst-, 1990–91-es bronzérmes és az 1990-es kupagyőztes csapatnak. 1991 és 1996 között az Újpesti TE csapatában játszott. Itt is egy-egy bajnoki ezüst- és bronzérmet szerzett és magyar kupagyőztes lett a csapattal. Ezen felül 1992-ben a szuperkupa-győztes együttesnek is tagja volt. 1996–97-ben másfél idényt ismét Pécsett játszott. Az 1998-as évben az izraeli Hapóél Askelón csapatát erősítette. 2000 és 2003 között újra a pécsi csapatban szerepelt és itt hagyta abba az aktív labdarúgást.

## Sikerei, díjai
- Magyar bajnokság
  - 2.: 1985–86, 1994–95
  - 3.: 1990–91, 1995–96
- Magyar kupa
  - győztes: 1990, 1992
  - döntős: 1987[1]
- Magyar szuperkupa
  - győztes: 1992